# Lee Gwang-jae
Đây là một tên người Triều Tiên, họ là Lee.
Lee Gwang-Jae (hangul: 이광재, sinh ngày 1 tháng 1 năm 1980) là một cầu thủ bóng đá Hàn Quốc từ tháng 7 năm 2012, thi đấu cho đội bóng tại K League Daegu FC.

## Thống kê sự nghiệp câu lạc bộ
Tính đến 23 tháng 3 năm 2011
| Thành tích câu lạc bộ | Thành tích câu lạc bộ  | Thành tích câu lạc bộ                      | Giải vô địch | Giải vô địch | Cúp     | Cúp       | Cúp Liên đoàn | Cúp Liên đoàn | Châu lục | Châu lục  | Tổng cộng | Tổng cộng |
| Mùa giải              | Câu lạc bộ             | Giải vô địch                               | Số trận      | Bàn thắng    | Số trận | Bàn thắng | Số trận       | Bàn thắng     | Số trận  | Bàn thắng | Số trận   | Bàn thắng |
| Hàn Quốc              | Hàn Quốc               | Hàn Quốc                                   | Giải vô địch | Giải vô địch | Cúp KFA | Cúp KFA   | Cúp Liên đoàn | Cúp Liên đoàn | Châu Á   | Châu Á    | Tổng cộng | Tổng cộng |
| --------------------- | ---------------------- | ------------------------------------------ | ------------ | ------------ | ------- | --------- | ------------- | ------------- | -------- | --------- | --------- | --------- |
| 2003                  | Gwangju Sangmu Bulsajo | K League                                   | 17           | 5            | 2       | 0         | -             | -             | -        | -         | 19        | 5         |
| 2004                  | Chunnam Dragons        | K League                                   | 4            | 0            | 1       | 0         | 5             | 0             | -        | -         | 10        | 0         |
| 2005                  | Chunnam Dragons        | K League                                   | 9            | 1            | 3       | 0         | 6             | 0             | -        | -         | 18        | 1         |
| 2006                  | Chunnam Dragons        | K League                                   | 12           | 4            | 3       | 0         | 10            | 1             | -        | -         | 25        | 5         |
| 2007                  | Pohang Steelers        | K League                                   | 24           | 7            | 5       | 2         | 5             | 0             | -        | -         | 34        | 9         |
| 2008                  | Pohang Steelers        | K League                                   | 8            | 0            | 2       | 1         | 1             | 0             | 4        | 0         | 15        | 1         |
| 2009                  | Pohang Steelers        | K League                                   | 4            | 0            | 1       | 0         | 0             | 0             | 0        | 0         | 5         | 0         |
| 2009                  | Jeonbuk Hyundai Motors | K League                                   | 11           | 1            | 1       | 0         | 0             | 0             | -        | -         | 12        | 1         |
| 2010                  | Jeonbuk Hyundai Motors | K League                                   | 9            | 1            | 2       | 0         | 3             | 0             | 2        | 0         | 16        | 1         |
| Trung Quốc            | Trung Quốc             | Trung Quốc                                 | Giải vô địch | Giải vô địch | Cúp FA  | Cúp FA    | CSL Cup       | CSL Cup       | Châu Á   | Châu Á    | Tổng cộng | Tổng cộng |
| 2011                  | Yanbian FC             | Giải bóng đá hạng nhất quốc gia Trung Quốc |              |              |         |           | -             | -             | -        | -         |           |           |
| Tổng cộng             | Hàn Quốc               | Hàn Quốc                                   | 98           | 19           | 20      | 3         | 30            | 1             | 6        | 0         | 154       | 23        |
| Tổng cộng             | Trung Quốc             | Trung Quốc                                 | 0            | 0            | 0       | 0         | -             | -             | -        | -         | 0         | 0         |
| Tổng cộng sự nghiệp   | Tổng cộng sự nghiệp    | Tổng cộng sự nghiệp                        | 98           | 19           | 20      | 3         | 30            | 1             | 6        | 0         | 154       | 23        |